# Satz von Dupin

Orthogonale Flächen durch einen Punkt

Zwei Ebenen (lila, blau) schneiden als Elemente eines dreifachen Orthogonalsystems aus einem Zylinder die Krümmungslinien in einem Punkt (rot) aus

Der Satz von Dupin, benannt nach dem französischen Mathematiker Charles Dupin, ist in der Differentialgeometrie die Aussage
- Die Flächen eines dreifachen Orthogonalsystems schneiden sich paarweise in Krümmungslinien.

Dabei versteht man unter einem dreifachen Orthogonalsystem drei Scharen von Flächen, bei denen sich jede Fläche der einen Schar mit jeder Fläche der anderen Scharen orthogonal schneiden.
Das einfachste Beispiel eines dreifachen Orthogonalsystems sind die Koordinatenebenen und die dazu parallelen Ebenen. Dieses Beispiel ist hier allerdings uninteressant, da eine Ebene keine Krümmungslinien besitzt.
Ein einfaches Beispiel mit wenigstens einer Schar gekrümmter Flächen: 1) alle Kreiszylinder mit der z-Achse als Achse, 2) alle Ebenen, die die z-Achse enthalten und 3) alle horizontalen Ebenen.
Eine Krümmungslinie einer Fläche ist eine Kurve auf der Fläche, deren Richtung in jedem Punkt eine Hauptkrümmungsrichtung (maximale oder minimale Krümmung) ist. Bei einem senkrechten Kreiszylinder sind dies die horizontalen Kreise und die Geraden (Erzeugenden) des Zylinders. Entlang eines horizontalen Kreises hat der Zylinder seine maximale Krümmung, entlang einer Erzeugenden ist die Krümmung minimal, nämlich Null. Eine Ebene besitzt keine Krümmungslinien, da in jedem Punkt jede Normalkrümmung Null ist. In dem obigen Beispiel macht es also nur Sinn, Schnitte der Zylinder mit einer Ebene aus den gegebenen Scharen zu betrachten. Im einen Fall (horizontale Ebenen) ergeben sich die Kreise des Zylinders und im anderen Fall die Erzeugenden.
Die Idee der dreifachen Orthogonalsysteme von Flächen kann als eine Verallgemeinerung des ebenen Konzepts der Orthogonaltrajektorie angesehen werden. Spezielle Orthogonalsysteme von ebenen Kurven sind die konfokalen Kegelschnitte.

## Anwendung
Der Satz von Dupin erlaubt es, die Krümmungslinien durch einen Punkt einer Fläche als Schnittkurven mit zwei geeigneten Flächen zu beschreiben. Also, ohne aufwändig Hauptkrümmungen berechnen zu müssen. Dass Einbettungen einer Fläche in ein Orthogonalsystem nicht eindeutig sind, zeigt das nächste Beispiel.

## Beispiele

### Kegel
Gegeben: Ein Kegel, im Bild grün.

Gesucht: die Krümmungslinien.

Orthogonalsystem (lila, grün, blau) von Flächen für einen Kegel (grün), Krümmungslinien: grün, rot

1. Schar: Durch Verschieben des gegebenen Kegels K (Spitze S) in Richtung seiner Achse wird eine Flächenschar erzeugt, die den Kegel K selbst enthält (im Bild: grün).

2. Schar: Kegel mit Spitzen auf der gegebenen Kegelachse, deren Erzeugende auf den Erzeugenden von K senkrecht stehen (blau).

3. Schar: Die Ebenen durch die Kegelachse (lila).
Diese drei Flächenscharen bilden ein Orthogonalsystem. Die blauen Kegel schneiden aus dem Kegel K Kreise (rot) aus. Die lila Ebenen schneiden die Erzeugenden (grün) aus.
Alternative mit Kugeln
Die Punkte des Raumes werden durch die üblichen Kugelkoordinaten {\displaystyle (r,\varphi ,\theta )} beschrieben. Es ist S=M=Nullpunkt.
1.Schar: Alle Kegel mit Spitze S und Achse des gegebenen Kegels K (grün): {\displaystyle (r,\varphi ,\theta _{0})}.

2.Schar: Alle Kugeln mit Mittelpunkt M=S (blau): {\displaystyle (r_{0},\varphi ,\theta )}

3.Schar: Alle Ebenen durch die Kegelachse (lila): ({\displaystyle (r,\varphi _{0},\theta )}).

### Torus

Orthogonalsystem (lila, grün, blau) von Flächen für einen Torus (grün), Krümmungslinien: grün, rot

1.Schar: Tori mit demselben Leitkreis (grün).

2.Schar: Kegel durch den Leitkreis des Torus mit der Spitze auf der Torusachse (blau).

3.Schar: Ebenen durch die Torusachse (lila).
Die blauen Kegel schneiden die horizontalen Kreise (rot) aus. Die lila Ebenen schneiden die senkrechten Kreise (grün) aus. Die Krümmungslinien eines Torus bilden also ein Netz aus sich orthogonal schneidenden Kreise.

### Rotationsfläche

Orthogonalsystem zu einer Rotationsfläche (grün)

Eine Rotationsfläche ist üblicherweise durch einen Meridian {\displaystyle m_{0}} gegeben. Durch Rotation des Meridians um die Rotationsachse entsteht die Rotationsfläche. Die Methode für einen Kegel und einen Torus lässt sich auch hier anwenden.
1.Schar: Parallelflächen zur gegebenen Rotationsfläche.

2. Schar: Kegel mit Spitzen auf der Rotationsachse, deren Erzeugenden auf der Rotationsfläche senkrecht stehen (blau).

3. Schar: Ebenen durch die Rotationsachse (lila).
Die Kegel schneiden die horizontalen Kreis (rot) aus. Die lila Ebenen schneiden die Meridiane (grün) aus. Also gilt:
- Die Krümmungslinien einer Rotationsfläche sind die Meridiane und die Kreise senkrecht zur Rotationsachse.

### Konfokale Quadriken

Ellipsoid mit Krümmungslinien

Hyperboloid mit Krümmungslinien

In dem Artikel über konfokale Kegelschnitte werden konfokale Quadriken erklärt. Sie bilden ein dreifaches Orthogonalsystem. Nach dem Satz von Dupin lassen sich auf jeder der beteiligten Quadriken die Krümmungslinien als Schnittkurven mit den anderen Quadriken auffassen (siehe Bild), was eine deutliche Erleichterung ihrer Darstellung und Untersuchung bedeutet. Konfokale Quadriken sind immer 3-achsig, also keine Rotationsflächen. Die Krümmungslinien sind also Kurven 4. Grades. (Bei Rotationsquadriken sind die Krümmungslinien Kegelschnitte (s. oben).)
Ellipsoid (s. Bild)
Halbachsen: {\displaystyle \;a=1,\;b=0{,}8,\;c=0{,}6\;}. 

Die Krümmungslinien sind Schnitte mit ein- und zweischaligen Hyperboloiden. Die roten Punkte sind Nabelpunkte. 

(Bei einem Rotationsellipsoid sind die Krümmungslinien Kreise und Ellipsen, siehe Abschnitt Rotationsfläche.)
einschaliges Hyperboloid (s. Bild)
Halbachsen: {\displaystyle \;a=0{,}67,\;b=0{,}3,\;c=0{,}44\;}. 

Die Krümmungslinien sind Schnitte mit Ellipsoiden (blau) und zweischaligen Hyperboloiden (lila).

### Dupinsche  Zyklide

Ringzyklide mit ihren Fokalkegelschnitten (dunkelrot: Ellipse, dunkelblau: Hyperbel). Lila: Flächennormale und gemeinsame Gerade der Kegel im Punkt P

Eine Dupinsche Zyklide und ihre Parallelflächen werden durch ein Paar von Fokalkegelschnitten bestimmt. Das Bild zeigt eine Ringzyklide mit ihren Fokalkegelschnitten (Ellipse: dunkelrot, Hyperbel: dunkelblau). Man kann die Zyklide als ein Element eines Orthogonalsystems auffassen:
1. Schar: Parallelflächen der Zyklide .

2. Schar: Senkrechte Kreiskegel durch die Ellipse (ihre Spitzen liegen auf der Hyperbel)

3. Schar: Senkrechte Kreiskegel durch die Hyperbel (ihre Spitzen liegen auf der Ellipse)
Die beiden Kreiskegel durch den Punkt P schneiden sich orthogonal in der Flächennormale (lila). Jeder Kegel schneidet die Zyklide in einem Kreis (rot bzw. blau) 
Die besondere Eigenschaft einer Zyklide ist:
Die Krümmungslinien einer Dupinschen Zyklide sind Kreise.

## Zum Beweis
Es ist nur die Punktmenge des {\displaystyle \mathbb {R} ^{3}} von Interesse, bei der durch jeden Punkt eine Fläche aus jeder Flächenschar geht. Sind die Scharparameter {\displaystyle u,v,w}, so kann man sich diese drei Zahlen als neue Koordinaten vorstellen. Jeder Punkt lässt sich also so beschreiben:
{\displaystyle x=x(u,v,w)}
{\displaystyle y=y(u,v,w)}
{\displaystyle z=z(u,v,w)\quad } oder kurz: {\displaystyle \quad {\vec {x}}={\vec {x}}(u,v,w)\;.}
In dem obigen Beispiel: Die Zylinder werden durch den jeweiligen Radius {\displaystyle r}, die senkrechten Ebenen durch den Winkel {\displaystyle \varphi } mit der x-Achse und die horizontalen Ebenen durch ihre z-Höhe {\displaystyle \zeta } beschrieben. {\displaystyle r,\varphi ,\zeta } kann man sich als die Zylinderkoordinaten eines Punktes vorstellen.
Damit sich in einem Punkt {\displaystyle {\vec {x}}(u,v,w)} die drei Flächen durch diesen Punkt senkrecht schneiden, müssen dort die drei Flächennormalen {\displaystyle \;{\vec {x}}_{u}\times {\vec {x}}_{v},\;{\vec {x}}_{v}\times {\vec {x}}_{w},\;{\vec {x}}_{w}\times {\vec {x}}_{u}} paarweise orthogonal sein. Dies ist genau dann der Fall, wenn
{\displaystyle {\vec {x}}_{u},\;{\vec {x}}_{v},\;{\vec {x}}_{w}\quad } paarweise orthogonal sind.
(Dies prüft man nach mit Hilfe der Lagrange-Identität und der zulässigen Vereinfachung, dass die Tangentenvektoren vorher normiert werden (Länge 1)).
D.h. es muss gelten
(1){\displaystyle \quad {\vec {x}}_{u}\cdot {\vec {x}}_{v}=0,\quad {\vec {x}}_{v}\cdot {\vec {x}}_{w}=0,\quad {\vec {x}}_{w}\cdot {\vec {x}}_{u}=0\;.}
Zum Beweis des Satzes leitet man diese Gleichungen jeweils nach dem in den Ableitungen fehlenden Parameter weiter ab. Die erste nach {\displaystyle w}, die zweite nach {\displaystyle u} und die dritte nach {\displaystyle v}:
{\displaystyle {\vec {x}}_{uw}\cdot {\vec {x}}_{v}+{\vec {x}}_{u}\cdot {\vec {x}}_{vw}=0\;,}
{\displaystyle {\vec {x}}_{uv}\cdot {\vec {x}}_{w}+{\vec {x}}_{v}\cdot {\vec {x}}_{uw}=0\;,}
{\displaystyle {\vec {x}}_{vw}\cdot {\vec {x}}_{u}+{\vec {x}}_{w}\cdot {\vec {x}}_{vw}=0\;.}
Löst man dieses lineare Gleichungssystem für die drei vorkommenden Skalarprodukte auf, ergibt sich:
(2){\displaystyle \quad {\vec {x}}_{uv}\cdot {\vec {x}}_{w}=0,\quad {\vec {x}}_{vw}\cdot {\vec {x}}_{u}=0,\quad {\vec {x}}_{uw}\cdot {\vec {x}}_{v}=0\;.}
Aus (1) und (2) folgt: die drei Vektoren {\displaystyle {\vec {x}}_{u},{\vec {x}}_{v},{\vec {x}}_{uv}} stehen auf dem Vektor {\displaystyle {\vec {x}}_{w}} senkrecht und sind somit linear abhängig (liegen in einer Ebene). D.h.:
(3){\displaystyle \quad \det({\vec {x}}_{uv},{\vec {x}}_{u},{\vec {x}}_{v})=0\;.}
Für den Koeffizienten {\displaystyle F} der ersten Fundamentalform bzw. {\displaystyle M} der zweiten Fundamentalform der Fläche {\displaystyle {\vec {x}}={\vec {x}}(u,v,w_{0})} und ihre Parameterlinien (=Schnittkurven mit Flächen der anderen Scharen) folgt aus (1) bzw. (3):
{\displaystyle F=0\;,\quad M=0\;.}
Dies hat zur Folge:
Die Parameterlinien sind Krümmungslinien.
Das analoge Resultat gilt für die anderen Flächen.